# Heinz Duddeck
Heinz Duddeck (* 24. Mai 1928 in Sensburg; † 18. August 2017) war ein deutscher Bauingenieur.

## Leben
Nach der Flucht aus Ostpreußen, Wehrdienst und britischer Kriegsgefangenschaft (bis 1945) begann er eine Maurerlehre in Rastede (Gesellenprüfung 1948), absolvierte das Abitur und studierte von 1949 bis 1955 Bauingenieurwesen an der TH Hannover bei Wolfgang Zerna (und H. Kauderer). Außerdem war er zu einem Studienaufenthalt an der University of Bristol. Er war als Assistent am Lehrstuhl für Stahlbau und wurde 1959 promoviert (Das Randstörungsproblem der technischen Biegetheorie dünner Schalen in drei korrespondierenden Darstellungen). Danach war er mit einem Stipendium der National Academy of Sciences mehrere Jahre an der Stanford University. 1963 habilitierte er sich an der TH Hannover (Die asymptotische Biegetheorie der allgemeinen Rotationsschalen mit schwacher Veränderlichkeit der Schalenkrümmung). Danach war er in der Bauindustrie in Bern und bei Beton- und Monierbau in Düsseldorf. 1966 wurde er ordentlicher Professor und Direktor des Instituts für Statik an der TU Braunschweig (Antrittsvorlesung: Was leistet die Schalentheorie?). 1996 wurde er emeritiert.
Neben Schalentheorie und Flächentragwerken (wie Pilzdecke) befasste er sich mit Tunnelbau (aber auch Statik z. B. von Salzkavernen oder für Studien zu unterirdischen Kernkraftwerken). Zu den Projekten, an denen er beteiligt war, gehören der Elbtunnel (1966, 1985), die Tunnel der Neubaustrecke Hannover–Würzburg der Deutschen Bundesbahn (1979 bis 1990), der Emstunnel Leer und der BEWAG-Tunnel unter der Spree (1995). Er befasste sich auch mit der gesellschaftlichen Verantwortung von Ingenieuren und allgemein mit Entwurfs- und Berechnungsmodellen von Ingenieuren.
Von 1979 bis 1990 war er Mitglied der Studienreformkommission Bauingenieurwesen.
Er war lange Zeit im wissenschaftlichen Beirat der Daimler und Benz Stiftung.
1988 wurde er Ehrendoktor der Universität Karlsruhe. 1978 wurde er Mitglied der Braunschweigischen Wissenschaftlichen Gesellschaft, 1993 der  Academia Europaea und 2002 der Acatech. Außerdem war er Gründungsmitglied der Berlin-Brandenburgischen Akademie der Wissenschaften.

## Schriften (Auswahl)
- Die Biegetheorie der flachen hyperbolischen Paraboloidschale. Ingenieurarchiv, 1962, H. 1, S. 44–78.
- Praktische Berechnung der Pilzdecke ohne Stützenkopfverstärkung (Flachdecke). Beton- und Stahlbetonbau, Band 58, 1963 H. 3, S. 56–63.
- Statik der Stabtragwerke. Betonkalender 1969, 1970, Ernst und Sohn, S. 255–483 (und Beton-Kalender 1972, 1976, 1980, 1982, 1991).
- Traglasttheorie der Stabtragwerke. Betonkalender 1984, Teil 2.
- mit Jürgen Mittelstraß (Hrsg.): Die Sprachlosigkeit der Ingenieure. Ladenburger Diskurs, Opladen 1999 (mit zwei Beiträgen von Duddeck).
- Herausgeber: Technik im Wertekonflikt. Ladenburger Diskurs (Gottlieb Daimler und Karl Benz Stiftung). Opladen 2001.
- Zu den Berechnungsmethoden und zur Sicherheit von Tunnelbauten. Der Bauingenieur, Band 47, 1972, S. 43–52.
- Schildvorgetriebene Tunnel – Entwicklungstendenzen in Forschung und Ausführung. Intern. Rock Mechanics, Suppl. 2, 1973, S. 257–278.
- Die Ingenieuraufgabe, die Realität in ein Berechnungsmodell zu übersetzen. Bautechnik, Band 60, 1983, S. 225–234.
- mit J. Erdmann: Statik der Tunnel in Lockergestein – Vergleich der Berechnungsmodelle. Bauingenieur, Band 58, 1983, H. 11, S. 407–414.
- mit H. Niemann: Kreiszylindrische Behälter – Tabellen und Rechenprogramme für allgemeine Lastfälle. Ernst und Sohn, 1976.
- Zu den Berechnungsmodellen der Technik. Bautechnik, Band 53, 1976, S. 325.
- Empfehlungen zur Berechnung von Tunneln im Lockergestein (1980). Bautechnik, Band 57, 1980, S. 349–356.
- Hohlraumbau im Salzgebirge. Überblick über den Stand der Wissenschaft und Technik. In: Taschenbuch für den Tunnelbau. Glückauf Verlag, Essen 1985.
- Der Bauingenieur – kein Homo Faber. Bauingenieur, Band 61, 1986, S. 1–7.
- Als Mitglied des Arbeitskreises 10 de DGEG: Empfehlungen für den Tunnelausbau in Ortbeton bei geschlossener Bauweise im Lockergestein. In: Tunnelbautaschenbuch 1987, S. 69–101 (und Bautechnik, Band 63, 1986, S. 331–338).
- mit H. Ahrens: Vereinfachung statischer Berechnungen durch die Traglastheorie. Baupraxis-Baustatik, Stuttgart 1987, S. 3.1–3.21.
- Finite-Element-Anwendungen in der Geotechnik. In: Finite Elemente – Anwendungen in der Baupraxis. W. Ernst & Sohn, Berlin, 1988, S. 227–240.
- Wie konsistent sind unsere Entwurfsmodelle? Bauingenieur, Band 64, 1989, S. 1–8.
- als Mitautor: Empfehlungen des Arbeitskreises „Salzmechanik“ der DGEG zur Geotechnik der Untertagedeponierung von Sonderabfällen im Salzgebirge – Ablagerung in Kavernen. Bautechnik, Band 67, 1990, S. 91–95.
- als Mitautor: Empfehlungen zur Geotechnik der Untertagedeponierung von besonders überwachungsbedürftigen Abfällen im Salzgebirge – Ablagerung in Bergwerken. Bautechnik, Band 70, 1993, S. 734–744.
- Ingenieure in ihrer Zeit. Laudationes, Lebenswege. Institut für Statik, Braunschweig 2000.
- Geo-Engineering Projects and Social Responsibilities. In: Geologisches Jahrbuch, Sonderhefte, Reihe C, Heft SC4, BGR, Hannover 2003, S. 193–197.